# Daniel Astilleros
Daniel Astilleros de la Fuente (nacido el 28 de enero de 1995, Valladolid, España) es un baloncestista profesional español. Se desempeña en la posición de escolta y actualmente juega en el Baloncesto Talavera de la Liga LEB Plata.

## Trayectoria deportiva
Es un escolta formado en las canteras del colegio Lourdes antes de ingresar en las categorías inferiores del Club Baloncesto Valladolid. Con 18 años llegaría a debutar con el club vallisoletano y jugaría dos temporadas en Liga EBA con el Fundación Baloncesto Valladolid y una temporada en Liga LEB Oro en el que acabarían en cuarta posición de la liga regular.
En 2015 se unió al otro club de la misma ciudad, el recién fundado Club Baloncesto Ciudad de Valladolid para jugar en Liga LEB Plata.
Tras dos temporadas en Liga LEB Plata, al término de la temporada 2016-17 consigue el ascenso con el Comercial Ulsa CBC Valladolid a Liga LEB Oro.
En la temporada 2018-19 tuvo una desafortunada lesión que obligó a pasar por el quirófano y le tuvo apartado de las canchas durante meses, pese a ello el escolta vallisoletano disputaría un total de 23 partidos y en poco menos de 10 minutos de juego, el '14' de las ardillas firmó 2,8 puntos, 1,5 rebotes y 0,5 asistencias por encuentro.
En junio de 2019 renueva otra temporada más por el Club Baloncesto Ciudad de Valladolid de la LEB Oro.
El 4 de julio de 2021, firma por el Club Basket Cartagena de la Liga LEB Plata.
El 24 de agosto de 2022, firma por el Baloncesto Talavera de la Liga LEB Plata.